# Hiệp hội bóng đá Liban
Hiệp hội bóng đá Liban (FLFA) (tiếng Ả Rập: الاتحاد اللبناني لكرة القدم; tiếng Pháp: Fédération libanaise de football) là tổ chức quản lý, điều hành các hoạt động bóng đá ở Liban. FLFA quản lý đội tuyển bóng đá quốc gia Liban, tổ chức các giải bóng đá như giải vô địch bóng đá Liban, cúp bóng đá Liban,.... FLFA là thành viên của cả Liên đoàn bóng đá thế giới (FIFA), Liên đoàn bóng đá châu Á (AFC) và Liên đoàn bóng đá Tây Á (WAFF).
Chủ tịch của Hiệp hội bóng đá Liban hiện nay là ông Hachem Haidar.